# Хосе Мануель де Вадільйо
Хосе Мануель де Вадільйо (ісп. José Manuel de Vadillo; 1777—1858) — іспанський політик і письменник, виконував обов'язки державного секретаря країни навесні 1823 року.